# Élections générales québécoises de 1916
L'élection générale québécoise de 1916 se déroule le 22 mai 1916 afin d'élire à l'Assemblée législative de la province de Québec (Canada) les députés de la 14e législature. Il s'agit de la 14e élection générale depuis la confédération canadienne de 1867. Le Parti libéral du Québec, dirigé par le premier ministre Lomer Gouin, est de nouveau réélu et forme un gouvernement majoritaire. Avec 60,57 % du vote, Gouin obtient la plus forte majorité de l'histoire du Québec quant aux suffrages exprimés.
Ça a peut-être aussi été la plus vieille utilisation de l'expression Maîtres chez nous : « Sir Lomer Gouin [...] a laissé entendre pendant la dernière lutte électorale que le temps était arrivé où nous devions nous montrer les maîtres chez nous » Cette expression connue comme le slogan de la 2e campagne de Lesage, en 1962, aurait aussi été utilisée dans des discours de Duplessis.

## Contexte
Le 16 février 1915, le chef de l'opposition Joseph-Mathias Tellier a démissionné et a été remplacé par Philémon Cousineau, qui dirige le Parti conservateur du Québec lors de l'élection générale.
Les libéraux sont encore une fois reportés au pouvoir, tout en augmentant leur majorité de façon importante, autant en termes du vote populaire que de sièges à l'Assemblée législative. Les conservateurs sont réduits à six députés, n'ayant pas été en mesure de présenter des candidats dans plusieurs circonscriptions. Philémon Cousineau démissionne à la suite de sa défaite électorale, il est remplacé par Arthur Sauvé comme chef de l'opposition.

## Dates importantes
- 14 avril 1916 : Émission du bref d'élection.
- 22 mai 1916 : Scrutin
- 7 novembre 1916 : Ouverture de la session.

## Résultats
| Libéral   | Conservateur |
| 75 sièges | 6 sièges     |
| ^         |              |
| majorité  |              |

### Résultats par parti politique
| Partis | Partis              | Chef                | Candidats | Sièges | Sièges | Voix    | Voix   | Voix    |
| Partis | Partis              | Chef                | Candidats | 1912   | Élus   | Nb      | %      | +/-     |
| --- | ------------------- | ------------------- | --------- | ------ | ------ | ------- | ------ | ------- |
| | Libéral             | Lomer Gouin         | 78        | 62     | 75     | 126 266 | 60,6 % | +7,03 % |
| | Conservateur        | Philémon Cousineau  | 55        | 16     | 6      | 73 147  | 35,1 % | -7,92 % |
| | Libéral indépendant | Libéral indépendant | 7         | -      | -      | 7 207   | 3,5 %  | +2,48 % |
| | Ouvrier             |                     | 2         | -      | -      | 1 832   | 0,9 %  | -0,41 % |
| Total | Total               | Total               | 142       | 78     | 81     | 208 452 | 100 %  |         |
| Le taux de participation lors de l'élection était de 62,5 % et 2 767 bulletins ont été rejetés. Il y avait 485 936 personnes inscrites sur la liste électorale pour l'élection, toutefois seules 337 696 personnes avaient plus d'un candidat dans leur district. |                     |                     |           |        |        |         |        |         |

Élus sans opposition : 23 libéraux et 3 conservateurs

### Résultats par circonscription
- Argenteuil : John Hay (Parti libéral)
- Arthabaska : Joseph-Édouard Perrault (Parti libéral)
- Bagot : Joseph-Émery Phaneuf (Parti libéral)
- Beauce : Arthur Godbout (Parti libéral)
- Beauharnois : Edmund Arthur Robert (Parti libéral)
- Bellechasse : Antonin Galipeault (Parti libéral)
- Berthier : Joseph Lafontaine (Parti libéral)
- Bonaventure : Joseph-Fabien Bugeaud (Parti libéral)
- Brome : William Frederick Vilas (Parti libéral)
- Chambly : Eugène Merrill Lesieur Desaulniers (Parti libéral)
- Champlain : Bruno Bordeleau (Parti libéral)
- Charlevoix-Saguenay : Pierre D'Auteuil (Parti conservateur)
- Châteauguay : Honoré Mercier (Parti libéral)
- Chicoutimi : Honoré Petit (Parti libéral)
- Compton : George Nathaniel Scott (Parti libéral)
- Deux-Montagnes : Arthur Sauvé (Parti conservateur)
- Dorchester : Lucien Cannon (Parti libéral)
- Drummond : Hector Laferté (Parti libéral)
- Frontenac : Georges-Stanislas Grégoire (Parti libéral)
- Gaspé : Gustave Lemieux (Parti libéral)
- Huntingdon : Andrew Philps (Parti libéral)
- Iberville : Joseph-Aldéric Benoît (Parti libéral)
- Iles-de-la-Madeleine : Joseph-Édouard Caron (Parti libéral)
- Jacques-Cartier : Séraphin-Aimé Ashby (Parti libéral)
- Joliette : Ernest Hébert (Parti libéral)
- Kamouraska : Charles-Adolphe Stein (Parti libéral)
- Labelle : Hyacinthe-Adélard Fortier (Parti libéral)
- Lac-Saint-Jean : Sylvio-Narcisse Turcotte (Parti conservateur)
- La Prairie : Wilfrid Cédilot (Parti libéral)
- L'Assomption : Walter Reed (Parti libéral)
- Laval : Joseph-Wenceslas Lévesque (Parti libéral)
- Lévis : Alfred-Valère Roy (Parti libéral)
- L'Islet : Élisée Thériault (Parti libéral)
- Lotbinière : Joseph-Napoléon Francoeur (Parti libéral)
- Maisonneuve : Jérémie-Louis Décarie (Parti libéral)
- Maskinongé :Rodolphe Tourville (Parti libéral)
- Matane : Donat Caron (Parti libéral)
- Mégantic : Lauréat Lapierre (Parti libéral)
- Missisquoi : Jean-Baptiste Gosselin (Parti libéral)
- Montcalm : Joseph-Alcide Dupuis (Parti libéral)
- Montmagny : Joseph-Elzéar Masson (Parti libéral)
- Montmorency : Louis-Alexandre Taschereau (Parti libéral)
- Montréal-Dorion : Georges Mayrand (Parti libéral)
- Montréal-Hochelaga : Séverin Létourneau (Parti libéral)
- Montréal-Laurier : Napoléon Turcot (Parti libéral)
- Montréal—Sainte-Anne : Denis Tansey (Parti conservateur)
- Montréal—Sainte-Marie : Napoléon Séguin (Parti libéral)
- Montréal—Saint-Georges : Charles Ernest Gault (Parti conservateur)
- Montréal—Saint-Jacques : Clément Robillard (Parti libéral)
- Montréal—Saint-Laurent : John Thomas Finnie (Parti libéral)
- Montréal—Saint-Louis : Peter Bercovitch (Parti libéral)
- Napierville : Cyprien Dorris (Parti libéral)
- Nicolet : Arthur Trahan (Parti libéral)
- Ottawa : Ferdinand-Ambroise Gendron (Parti libéral)
- Pontiac : William Hodgins (Parti libéral)
- Portneuf : Lomer Gouin (Parti libéral)
- Québec-Centre : Lawrence Arthur Cannon (Parti libéral)
- Québec-Comté : Aurèle Leclerc (Parti libéral)
- Québec-Est : Louis-Alfred Létourneau (Parti libéral)
- Québec-Ouest : Martin Madden (Parti libéral)
- Richelieu : Maurice-Louis Péloquin (Parti libéral)
- Richmond : Walter George Mitchell (Parti libéral)
- Rimouski : Auguste-Maurice Tessier (Parti libéral)
- Rouville : Joseph-Edmond Robert (Parti libéral)
- Saint-Hyacinthe : Télesphore-Damien Bouchard (Parti libéral)
- Saint-Jean : Robert Marcellin (Parti libéral)
- Saint-Maurice : Georges-Isidore Delisle (Parti libéral)
- Saint-Sauveur : Arthur Paquet (Parti libéral)
- Shefford : William Stephen Bullock (Parti libéral)
- Sherbrooke : Calixte-Émile Therrien (Parti libéral)
- Soulanges : Avila Farand (Parti libéral)
- Stanstead : Alfred-Joseph Bissonnet (Parti libéral)
- Témiscamingue : Télesphore Simard (Parti libéral)
- Témiscouata : Louis-Eugène Parrot (Parti libéral)
- Terrebonne : Athanase David (Parti libéral)
- Trois-Rivières : Joseph-Adolphe Tessier (Parti libéral)
- Vaudreuil : Hormisdas Pilon (Parti libéral)
- Verchères : Adrien Beaudrien (Parti libéral)
- Westmount : Charles Allan Smart (Parti conservateur)
- Wolfe : Napoléon-Pierre Tanguay (Parti libéral)
- Yamaska : Édouard Ouellette (Parti libéral)

## Sources
- Section historique du site de l'Assemblée nationale du Québec
- Jacques Lacoursière, Histoire populaire du Québec, t. 4, Sillery (Québec), éditions du Septentrion, 1997.
- Élection générale 22 mai 1916 — QuébecPolitique.com